# Vanguard (jeu vidéo)
Pour les articles homonymes, voir Vanguard.
Vanguard est un jeu d'arcade de type shoot 'em up créé par SNK et sorti sur borne d'arcade (sur le système Rock-Ola) en juillet 1981,.

## Portage
- Atari 2600 : 1982
- Atari 5200 : 1983
- Atari 800

## Série
1. Vanguard
2. Vanguard II (Marvin's Maze, 1984)